# Shadow and Bone : La Saga Grisha
Shadow and Bone : La Saga Grisha (Shadow and Bone) est une série télévisée américaine créée par Eric Heisserer et diffusée depuis le 23 avril 2021 sur Netflix.
La série est une adaptation de la trilogie littéraire Grisha et la duologie littéraire Six of Crows de Leigh Bardugo.

## Synopsis
Le royaume de Ravka est maudit depuis des millénaires. Son destin repose désormais sur les épaules d'une orpheline.
Alina Starkov officie comme cartographe au sein de la « première armée ». Quand son ami d'enfance, orphelin comme elle, Malyen « Mal » Oretsev est enrôlé pour participer à une embarcation qui doit traverser le Shadow Fold (aussi appelé The Unsea), un dangereux et sombre épais brouillard maléfique qui coupe Ravka en deux, Alina se débrouille pour l'accompagner. Au milieu du Fold, alors que l'équipage est décimé par les Volcra, des créatures volantes diaboliques, la jeune cartographe terrorisée commence à projeter des jets de lumière qui les éloignent et permet à l'embarcation de ressortir du Fold. La rumeur de ces évènements se répand très vite, Alina se découvre être l'invocatrice de lumière (Sun Summoner), une Sainte, ancrée dans les croyances millénaires, et la seule capable de détruire le Fold pour réunifier Ravka. Dans ce monde, les Grishas, des magiciens aux talents divers, forment la « seconde armée », sous les ordres du général Aleksander Kirigan. Alina est emmenée par lui dans le château royal à Os Alta. Parallèlement, une équipe dirigée par Kaz Brekker, les Crows, se voit offrir une somme très importante pour capturer l'invocatrice de lumière, et doit pour cela trouver un moyen de traverser le Fold…
Qui est vraiment Kirigan ? À qui Alina pourra-t-elle accorder sa confiance ? Sera-t-elle en mesure de débarrasser Ravka du Fold ?

## Distribution

### Acteurs principaux
- Jessie Mei Li (VF : Emmylou Homs) : Alina Starkov
- Archie Renaux (VF : Gauthier Battoue) : Malyen « Mal » Oretsev / Morozova
- Freddy Carter (VF : Julien Crampon) : Kaz Rietveld dit « Brekker »
- Amita Suman (VF : Zina Khakhoulia) : Inej Ghafa
- Kit Young (VF : Eilias Changuel) : Jesper Fahey
- Zoë Wanamaker (VF : Véronique Augereau) : Baghra Morozova[Note 1]
- Aaliyah Beloved
- Ben Barnes (VF : Emmanuel Garijo) : Général Aleksander Kirigan / le Darkling[2]
- Daisy Head (en) (VF : Marie Tirmont) : Genya Safin (saison 2, récurrente saison 1)
- Danielle Galligan (VF : Vanessa Van-Geneugden) : Nina Zenik (saison 2, récurrente saison 1)
- Calahan Skogman (VF : Julien Allouf) : Matthias Helvar (saison 2, récurrent saison 1)
- Patrick Gibson (VF : Donald Reignoux) : Nikolai Lantsov / Sturmhond (saison 2)
- Lewis Tan (VF : Yoann Sover) : Tolya Yul-Bataar (saison 2)
- Anna Leong Brophy (en) (VF : Youna Noiret) : Tamar Kir-Bataar (saison 2)
- Jack Wolfe (en) (VF : Baptiste Mège) : Wylan Hendriks (saison 2)

### Acteurs récurrents

#### Introduits dans la saison 1
- Luke Pasqualino (VF : Jérôme Berthoud) : David Kostyk
- Sujaya Dasgupta (VF : Ludivine Maffren) : Zoya Nazyalensky
- Gabrielle Brooks (en) (saison 1) / Joanna McGibbon (saison 2) (VF : Karl-Line Heller) : Nadia Zhabin
- Dean Lennox Kelly (en) (VF : Guillaume Orsat) : Pekka Rollins
- Georgia Reece (VF : Marie-Madeleine Burguet-Le Doze) : la reine Tatiana Lantsov
- George Parker (saison 1) / Edward Davis (saison 2) (VF : Sébastien Desjours) : le prince Vasily Lantsov
- Kevin Eldon (en) (VF : Jean Barney) : L'Apparat
- David Verrey (VF : Michel Voletti) : le roi Pyotr
- Simon Sears (en) (VF : Mario Bastelica) : Ivan
- Julian Kostov (en) (VF : Fred Colas) : Fedyor Kaminsky
- Jasmine Blackborow (VF : Adeline Chetail) : Marie
- Howard Charles (VF : Nicolas Justamon) : Arken
- Angus Castle-Doughty (en) (VF : Stéphane Ronchewski) : Mikhael (saison 1, 4 épisodes)
- Andy Burse (VF : Jérémy Bardeau) : Dubrov (saison 1, 4 épisodes)
- Hugo Speer (VF : Stefan Godin) : le lieutenant Bohdan
- David Wurawa : Edyck

#### Introduits dans la saison 2
- Alistair Nwachukwu : Adrik Zhabin
- Shobhit Piasa (VF : Tom Trouffier) : Vladim
- Rachel Redford (VF : Laure Filiu) : Fruszi
- Tommy Rodger : Jordie
- Keir Charles : Colonel Raevsky
- Thue Ersted Rasmussen (VF : Charles Uguen) : Ahlgren
- Louis Boyer (VF : Jérémie Bédrune) : Dominik
- Tuyen Do  (VF : Philippa Roche) : Ohval Saran
- Balint Antal: Igor Tarkovski
- Simon Armstrong : Le Disciple
- Vanessa Grasse : Vatra
- Sabrina Javor: Rostova
- Rhoda Ofori-Attah: Aditi
- Tumi Fani-Kayode : Miradi
- Tamas Nemeth: Le cannibale

Version française
- -  Direction artistique : Myrtille Bakouche

 Source et légende : version française (VF) sur RS Doublage et le carton de doublage en fin d'épisode sur Netflix.

## Production

### Développement
En janvier 2019, Netflix annonce la production d'une série adaptant la trilogie littéraire Grisha de Leigh Bardugo, la première saison sera composée de huit épisodes avec Eric Heisserer comme show runner et producteur. Le projet fait partie de l'accord passé entre Netflix et 21 Laps Entertainment, la société de production de Shawn Levy. La série est produite par Leigh Bardugo, l'auteure des livres, Pouya Shahbazian, Dan Levine, Dan Cohen et Josh Barry.
En juin 2021, la série est renouvelée pour une deuxième saison qui sera également composée de huit épisodes.
En novembre 2023, Netflix annonce que la série n'est pas renouvelée pour une troisième saison.

### Distribution des rôles
Le casting a commencé en avril 2019 avec un appel au casting pour le rôle d'Alina. Le 2 octobre 2019, il a été annoncé que Lee Toland Krieger réalisera le pilote de la série avec Jessie Mei Li, Ben Barnes, Freddy Carter, Archie Renaux, Amita Suman et Kit Young (en) aux castings. Sujaya Dasgupta, Danielle Galligan, Daisy Head (en) et Simon Sears (en) sont aussi annoncés aux castings. Des nouveaux membres du casting sont annoncés le 18 octobre 2019 avec Calahan Skogman, Zoë Wanamaker, Kevin Eldon (en), Julian Kostov (en), Luke Pasqualino, Jasmine Blackborow et Gabrielle Brooks (en) annoncés dans des rôles récurrents.
Le 13 janvier 2022, Daisy Head (en), Danielle Galligan et Calahan Skogman récurrents lors de la première saison, sont promus principaux pour la deuxième saison. Puis, il est annoncé que Lewis Tan, Patrick Gibson, Anna Leong Brophy (en) et Jack Wolfe (en) rejoignent la distribution principale de la deuxième saison et joueront respectivement Tolya Yul-Bataar, Nikolai Lantsov, Tamar Kir-Bataar et Wylan Hendriks.

### Tournage
Le tournage de la première saison a commencé dans les environs de Budapest en Hongrie en octobre 2019 et s'est terminé fin février 2020, une fois celui-ci terminé la série entra en post-production,, Des scènes supplémentaires furent tournées à Vancouver. En juin 2020, Leigh Bardugo annonce sur Twitter que la post-production de la série est retardée par la pandémie de Covid-19 décalant ainsi la date de sortie de la série.
Le tournage de la deuxième saison de la série a commencé en janvier 2022 et s'est terminé le 6 juin 2022,.

### Musique
Joseph Trapanese composera la musique de la série. En octobre 2020, Eric Heisserer et Leigh Bardugo ont joué certains morceaux de la musique de la série lors du New York Comic Con,. Le 2 octobre 2019, le producteur Josh Barry annonce que la composition de la musique de la série est achevée.

### Fiche technique
Sauf indication contraire, les informations mentionnées dans cette section peuvent être confirmées par la base de données cinématographiques IMDb,  présente dans la section « Liens externes ».
- Titre original : Shadow and Bone
- Titre français : Shadow and Bone : La Saga Grisha
- Création : Eric Heisserer
- Réalisation : Lee Toland Krieger, Dan Liu, Mairzee Almas, Jeremy Webb
- Scénario : Eric Heisserer, Vanya Asher, Daegan Fryklind, Shelley Meals, Christina Strain, M. Scott Veach
- Musique : Joseph Trapanese
- Casting : Suzanne Smith
- Direction artistique : Attila Digi Kövári, Francesc Masso et Zoltán Sárdi
- Décors : Matt Gant, Jonathan McKinstry
- Costumes : Wendy Partridge
- Photographie : Owen McPolin, David Lanzenberg, Aaron Morton
- Montage : Niven Howie, Tyler Nelson, David Trachtenberg
- Production : Thane Watkins, Rand Geiger

Production déléguée : Shawn Levy, Eric Heisserer, Dan Cohen, Lee Toland Krieger, Josh S. Barry, Dan Levine, Leigh Bardugo
Coproduction : Shelley Meals, Daegan Fryklind
- Société de production : 21 Laps Entertainment
- Société de distribution : Netflix
- Pays d'origine :  États-Unis
- Langue originale : anglais
- Format : couleur
- Genre : fantastique
- Durée : 45-58 minutes
- Date de première diffusion :
  - Monde : 23 avril 2021 (Netflix)

## Épisodes

### Première saison (2021)
Composée de huit épisodes, la première saison est disponible depuis le 23 avril 2021.
1. Une explosion de lumière aveuglante (A Searing Burst of Light)
2. Nous sommes tous le monstre de quelqu'un (We're All Someone's Monster)
3. La Conception au cœur du monde (The Making at the Heart of the World)
4. Otkazat'sya (Otkazat'sya)
5. Montre-moi qui tu es (Show Me Who You Are)
6. Le cœur est une flèche (The Heart is An Arrow)
7. La Non-Mer (The Unsea)
8. Pas de sanglots (No Mourners)

### Deuxième saison (2023)
Composée de huit épisode, la deuxième saison est disponible depuis le 16 mars 2023.
1. Je suis votre seul refuge (No Shelter But Me)
2. Rusalye (Rusalye)
3. Qui se ressemble s'assemble (Like Calls To Like)
4. Monstrueux (Every Monstrous Thing)
5. Yuyeh Sesh (Au mépris de ton cœur) (Despise Your Heart)
6. Ni Weh Sesh (Je n'ai pas de cœur) (Ni Weh Sesh (I Have No Heart))
7. Rendez-vous dans la prairie (Meet You in the Meadow)
8. Pas de funérailles (No Funerals)

## Accueil

### Critiques
Sur Rotten Tomatoes, la série a une cote d'approbation générale de 85 % basée sur 52 critiques, avec une note moyenne de 7,14 ⁄10. Sur Metacritic, contient une note moyenne 68 sur 100 basée sur 19 critiques, indiquant « des avis généralement favorables ».
Sur Allociné, le public attribue 3,5 à la première saison.
Numerama donne un avis favorable sur la première saison, indiquant : « Shadow & Bone est une réussite. Esthétiquement sublime, bien menée, construite sur des personnages dont l’on veut connaître le destin, l’adaptation de Netflix est une épopée revigorante. La direction artistique offre des plans proches de ce que l’on trouve dans certaines séries historiques ». Collider attribue à la première saison la note de 4,5/5 tandis que Télé-Loisirs lui donne une note de 4/5 et The Hollywood Reporter seulement 2,5/5.